# وكبة بيت مهاجر (الريدة)
'

تعديل مصدري - تعديل

وكبة بيت مهاجر هي إحدى قرى عزلة الريدة وقصيعر بمديرية الريدة وقصيعر التابعة لمحافظة حضرموت، بلغ تعداد سكانها 50 نسمة حسب تعداد اليمن لعام 2004.